# Biblioteca Nacional de Belice
La Biblioteca Nacional de Belice (oficialmente, en inglés, Belize National Library Service and Information System  [BNLSIS]), situada en Ciudad de Belice, es el depósito legal de todos los libros editados en esta nación caribeña. Aunque existen antecedentes del siglo XIX, fue en 1935 cuando se funda la Jubilee Library, servicio de biblioteca pública.
En 1960, recibe el nombre de British Honduras Library Service, que cambia al de National Library Service  en 1966 por una enmienda legal. En 2006, se aprueba un Acta que rebautiza a la institución con su denominación actual y que establece el funcionamiento de la misma y sus fines. Se divide en dos ramas: la National Library, y el Public Library Service. Es ésta la que ofrece al público en general a través de una red de bibliotecas de área, materiales de referencia, educativos, divulgativos y culturales.